# Abdul Hamid
Abdul Hamid (* 7. ledna 1927 Buno, Sindh, Pákistán – 12. července 2019) byl pákistánský pozemní hokejista, člen vítězného týmu z olympiády v Římě v roce 1960, stříbrného týmu z olympiády v Melbourne v roce 1956 a čtvrtých týmů z olympiády v Londýně 1948 a Helsinkách 1952. Do střelecké listiny se na těchto turnajích zapsal celkem patnáctkrát.